# Sankt Johann im Walde
Sankt Johann im Walde est une commune autrichienne du district de Lienz dans le Tyrol.

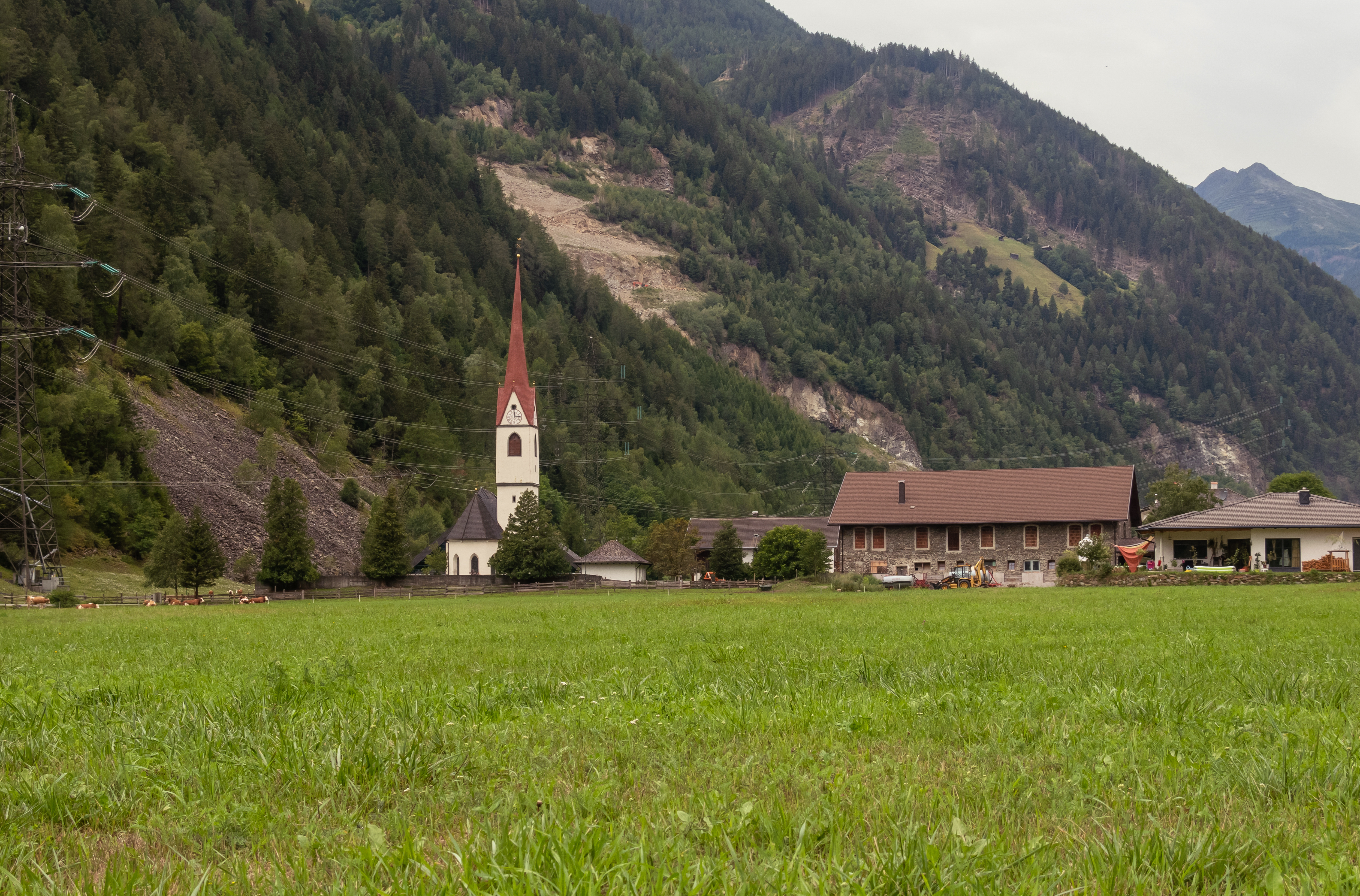
Sankt Johann im Walde, l'église catholique